# La signora di tutti
La signora di tutti is een Italiaanse dramafilm uit 1934 onder regie van Max Ophüls. Het is de enige film die Ophüls in Italië heeft gedraaid.

## Verhaal
Gaby Doriot is een gevierd actrice. Op een dag probeert ze zelfmoord te plegen. Haar manager vindt haar echter tijdig op de vloer van een badkamer in een hotel. Wanneer ze in het ziekenhuis ligt, denkt ze terug aan haar jeugd. Zij werd toen van school gestuurd, omdat ze een relatie had met een leraar. Samen met een vriend wilde ze toen van huis weglopen en een nieuw leven beginnen in Rome.

## Rolverdeling
| Acteur                | Personage      |
| --------------------- | -------------- |
| Isa Miranda           | Gaby Doriot    |
| Memo Benassi          | Leopoldo Nanni |
| Tatjana Pavlova       | Alma Nanni     |
| Nelly Corradi         | Anna Murge     |
| Federico Benfer       | Roberto Nanni  |
| Franco Coop           | Veraldi        |
| Lamberto Picasso      | Murge          |
| Mario Ferrari         | producent      |
| Vinicio Sofia         | regisseur      |
| Attilio Ortolani      | Giovanni       |
| Carlo Romano          | taxichauffeur  |
| Achille Majeroni      | portier        |
| Ines Cristina Zacconi | tante          |